# كلية أونو الأكاديمية

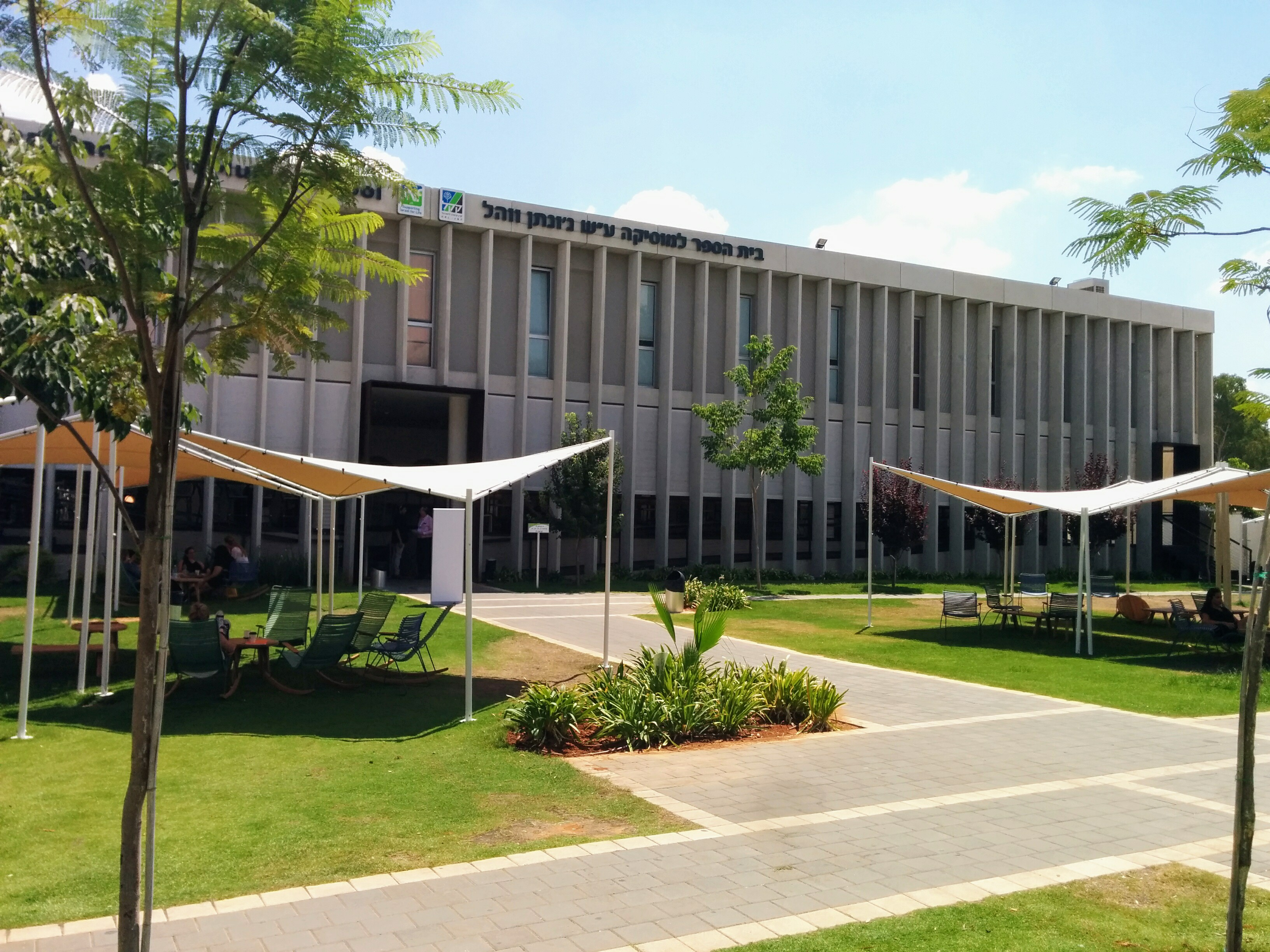
الكلّيّة الأكاديميّة أونو

الكلّيّة الأكاديميّة أونو (بالعبريّة: הקריה האקדמית אוֹנוֹ) هي مؤسّسة تعليميّة جامعيّة خاصّة في مدينة كريات أونو الإسرائيليّة. يدرس فيها حاليًّا ما يزيد عن 15 ألف طالب وهي من أسرع المؤسّسات الجامعيّة الإسرائيليّة نموًّا، مع 32 ألف خريجي الجامعة. إلى جانب سعيها إلى التفوّق الأكاديميّ تهتمّ الكلّيّة أيضًا بالاندماج الاجتماعيّ، أي استعمال التعليم العالي كوسيلة لسد الفجوات الاقتصاديّة والثقافيّة الموجودة في المجتمع الإسرائيليّ. ونتيجةً لهذه السياسة، يوجد بين طلّاب الكلّيّة عدد كبير نسبيًّا من أبناء طوائف ومجموعات يقلّ تمثيلها في المؤسّسات الجامعيّة الإسرائيليّة عن المرغوب فيه، مثل الفلسطينيّين الإسرائيليّين، أبناء الطائفة الدرزيّة، أبناء طائفة بيتا إسرائيل (يهود من أصل إثيوبيّ) وأبناء الطائفة الحريديّة (اليهود المتشدّدين دينيًّا).

## الأحرام الجامعيّة
إضافةً إلى الحرم الجامعيّ المركزيّ في مدينة كريات أونو (في محافظة تل أبيب بمركز البلاد)، تدير الكلّيّة حرمين جامعيّين أيضًا في مدينة حيفا بشمال البلاد ومدينة القدس، وكذلك حرمًا جامعيًّا مخصّصًا للجمهور الحريديّ في مدينة أور يهودا، حيث يجري التعليم في أيّام منفصلة للنساء والرجال، حسب تقاليد الطائفة الحريديّة.

## التاريخ
تأسّست الكلّيّة الأكاديميّة أونو عام 1995 على يد رينان هرتمان، وهو ابن الحاخام والفيلسوف دافيد هرتمان، بهدف مواجهة ظاهرة تهميش الأقلّيّات الإسرائيليّة والتحدّيات الماثلة أمامها في ما يتعلّق بالالتحاق في مؤسّسات التعليم العالي. ويعكس المنهاج التعليميّ هذا الهدف، إذ تولي الكلّيّة أهمّيّة خاصّة لتعليم المهارات العمليّة الضروريّة للاندماج في سوق العمل الإسرائيليّة والنجاح فيها، إلى جانب تقديم مجموعة واسعة من الدورات في المجالات النظريّة المتنوّعة ومن وجهات نظر مختلفة.

## الدوائر الأكاديميّة
توجد في الكلّيّة 6 دوائر، وهي:
- كلية الحقوق[13]
- كلية إدارة الأعمال نسخة محفوظة 10 ديسمبر 2019 على موقع واي باك مشين.
- كلية مهن الرعاية الصحّيّة [14]
- كلية إنسانيات والعلوم الاجتماعيّة[15]
- كلية الاتّصالات التسويقيّة
- مدرسة جوناثان وُول للموسيقى[16]

## الشهادات الممنوحة
تمنح الكلّيّة الشهادات الجامعيّة (أي الألقاب الأكاديميّة) التالية:
- في مجال الحقوق: شهادة البكالوريوس (LL.B) وشهادة الماجستير (LL.M)[13]
- في مجال إدارة الأعمال: شهادة البكالوريوس نسخة محفوظة 10 ديسمبر 2019 على موقع واي باك مشين. (B.A) وشهادة الماجستير (M.B.A)[17]
- في مجاليْ الاتّصال التسويقي والإعلان التجاريّ: شهادة البكالوريوس (B.A)
- في مجال الاستشارة التنظيميّة: شهادة الماجستير (M.A)[18]
- في مجال علوم التواصل واضطراب التواصل: شهادة البكالوريوس (B.A)[19]
- في مجال العلاج الوظيفيّ: شهادة البكالوريوس (B.O.T)[20]
- في مجال التربية والعلوم الاجتماعيّة: شهادة البكالوريوس (B.A)[15][21]
- في مجال العلوم اليهوديّة: شهادة الماجستير (M.A)
- في مجال دراسة البلاد والقدس: شهادة البكالوريوس (B.A)
- في مجال الموسيقى: شهادة البكالوريوس (B.Mus)[22]

## العلاقات مع مؤسّسات جامعيّة أخرى
يعقد كلّ من الكلّيّة الأكاديميّة أونو ومركز دراسة القانون الإسرائيليّ في كلية الحقوق بجامعة كولومبيا سويًّا مؤتمرًا أكاديميًّا سنويًّا في الحرم الجامعيّ التابع لجامعة كولومبيا في مدينة نيويورك، ويتناول المواضيع القانونيّة الراهنة في إسرائيل.
في حزيران (يونيو) 2017 عقد مركز شالوم للبحث المقارن في القانون التابع للكلّيّة ندوة استغرقت أسبوعًا للطلّاب المبتدئين في بضعة أماكن بمدينة نيويورك وولاية كونيتيكت الأمريكيّة، من بينها كلية ييل للحقوق، كلّيّة الحقوق بجامعة نيويورك وكلية الحقوق بجامعة فوردهام، تمحورت حول قوانين العمل، الملكيّة الفكريّة، المساواة والتحديات التي تمثلها التقنيّات الابتكاريّة أمام القانون.
في أواخر عام 2017 تعاون مركز شالوم للبحث المقارن في القانون التابع للكلّيّة مع المنظمة العالمية للملكية الفكرية في جنيف والمركز السويسريّ للبحث المقارن في لوزان من أجل عقد ندوة استغرقت ثلاثة أيّام حول الابتكارات في قوانين الملكيّة الفكريّة.

## هيئة التدريس
- البروفيسور يارون زيليتشا - رئيس المجلس الأكاديمي الأعلى
- بروفيسور يوفال البشان - عميد كلية الحقوق
- البروفيسور شيرا يالون - هيموفيتش، عميد الطلاب
- البروفيسور شلومو نوي - عميد كلية المهن الصحية
- البروفيسور توفا هارتمان - عميد كلية العلوم الإنسانية
- البروفسور أري غابيوس عميد كلية إدارة الأعمال
- شيربل شوكير - نائب رئيس التطوير
- السيد أمير عاصي - رئيس القطاع العربي
- الدكتورة هالة خوري بشارات - مديرة أكاديمية، كلية الحقوق - حرم حيفا

## خريجو الجامعة البارزون
- موفق طريف
- طلب أبو عرار
- الشيخ ريان كامل
- الأب إلياس داو، رئيس محكمة الاستئناف الكاثوليكية اليونانية
- ريجوان جراف، نائب الرئيس الأول، مدير منتجات التأمين على الحياة، فينيكس
- الشيخ عبد الحكيم سمارة - رئيس محكمة الاستئناف الشرعية